# Voltampere

Visardiagram över aktiv och reaktiv effekt.
(P) - Aktiv effekt i W
(Q) - Reaktiv effekt i var
(S) - Skenbar effekt i VA
(φ) - Fasvinkeln mellan ström och spänning

Voltampere, VA, är måttenheten för skenbar effekt eller kapacitet i växelströmskretsar. Ofta räknas med kilovoltampere (1000 voltampere), vilket förkortas kVA. Den skenbara effekten kan med hjälp av växelstorheternas effektivvärden skrivas som
Skenbar Effekt (VA) = Ström (A) * Spänning (V)
Den verkligt avgivna/förbrukade effekten P fås genom multiplikation med effektfaktorn {\displaystyle \cos \varphi }, där {\displaystyle \varphi } är fasvinkeln mellan spänning och ström, enligt
{\displaystyle \ P=UI\cos \varphi }
där U och I är spänningens respektive strömmens effektivvärde.
Voltampere och watt (W) är rent formellt samma enhet. Voltampere används vid växelströmskretsar för att tydligt skilja skenbar effekt från aktiv och reaktiv effekt. 
Voltampere används även för transformatorer, och är då produkten av maximal strömstyrka och nominell spänning (effektivvärden) som transformatorn är avsedd för. Produkten blir densamma både på transformatorns primärsida och sekundärsida, om förluster försummas.